# 波特蘭鎮區 (密歇根州)
波特蘭鎮區（英語：Portland Township）是位於美國密歇根州愛奧尼亞縣的一個行政鎮區。

## 地方資料
波特蘭鎮區的面積為86.80平方千米，當中陸地面積為84.00平方千米，而水域面積為2.80平方千米。根據2020年美國人口普查的數據，當地共有人口3881人，而人口密度為每平方千米44.71人。